# Зобнин, Болеслав Александрович
Болеслав Александрович Зобнин (1927 — 19.06.1978, Горький) — советский инженер-кораблестроитель, лауреат Ленинской премии.

## Биография
Окончил Горьковский политехнический институт (1951).
В 1951—1954 инженер в проектно-конструкторском бюро Волжского грузопассажирского речного пароходства.
С 1954 инженер-конструктор ЦКБ по судам на подводных крыльях завода «Красное Сормово».
Ленинская премия 1962 года — за участие в создании скоростных пассажирских речных судов на подводных крыльях.
Скончался 19 июня 1978 года. Похоронен на Ново-Сормовском кладбище Нижнего Новгорода.